# Interstate 12
Interstate 12 eller I-12 är en väg, Interstate Highway, i den amerikanska delstaten Louisiana. Den går ifrån Baton Rouge till Slidell. Vägen blev mer trafikerad efter att Interstate 10 blev förstörd under orkanen Katrinas framfart.